# Lill-Hundtjärnen, Västerbotten
Lill-Hundtjärnen är en sjö i Umeå kommun i Västerbotten och ingår i Sävaråns huvudavrinningsområde. Lill-Hundtjärnen ligger i Sävarån Natura 2000-område. Sjön är 4,5 meter djup, har en yta på 0,025 kvadratkilometer och är belägen 244 meter över havet.